# 面出薫
面出 薫（めんで かおる、1950年6月12日 - ）は、日本の建築照明デザイナー。東京都生まれ。男性。

## 経歴
1950年、東京に生まれる。東京藝術大学美術学部デザイン科卒業後、同大学院美術研究科修士課程を修了。ヤマギワを経て、1990年に株式会社ライティング プランナーズ アソシエーツを設立、代表取締役。住宅照明から建築照明、都市・環境照明の分野まで幅広い照明デザインのプロデューサー、プランナーとして活躍するかたわら、東京藝術大学非常勤講師、そして武蔵野美術大学客員教授としても教鞭を振る。市民参加の照明文化研究会・照明探偵団を組織し団長として精力的に活動を展開中。

## 主な照明デザイン

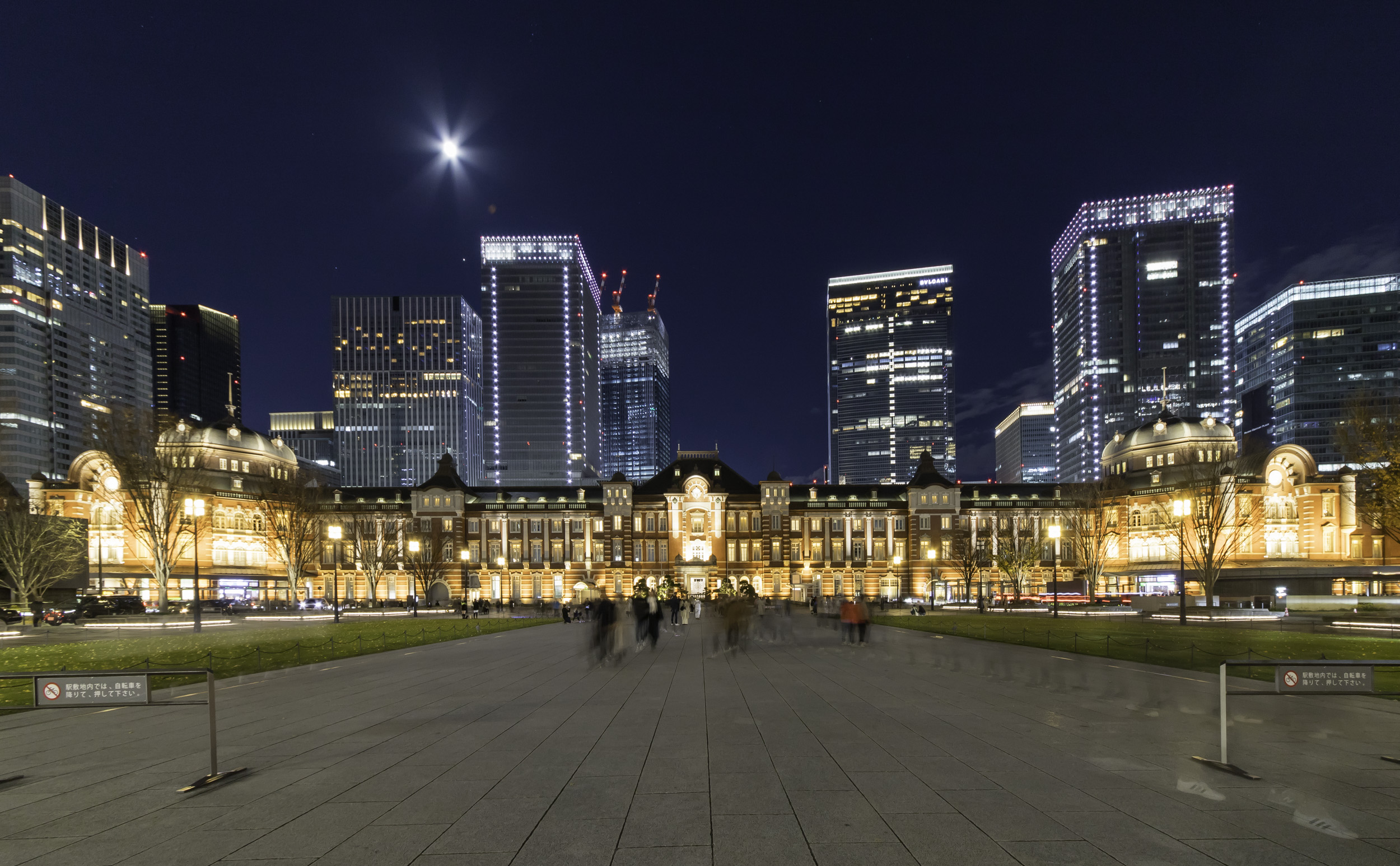
東京駅

- 東京国際フォーラム
- せんだいメディアテーク
- 長崎原爆死没者追悼平和祈念館
- 京都迎賓館
- 京都駅駅ビル
- 六本木ヒルズ
- 茅野市民館
- シンガポール国立博物館
- シンガポール中心市街地照明マスタープラン
- ミッドランドスクエア
- 表参道akarium
- アリラ ヴィラ ウルワトゥ、インドネシア
- アマン ニューデリー、インド
- 大阪光のマスタープラン
- JR東京駅丸の内駅舎復原ライトアップ
- ガーデンズ バイザ ベイ
- アマン東京
- ぎふメディアコスモス
- 高輪ゲートウェイ駅[1]

## 受賞経歴
- 北米照明学会（IESNA） 国際照明デザイン賞・優秀大賞
- 国際照明デザイナー協会（IALD） 最優秀賞
- 日本文化デザイン賞
- 日本照明学会・日本照明賞
- 毎日デザイン賞など。

## 著書
- あかり楽しんでますか（東京書籍）
- あかりと照明の科学（共著、彰国社）
- 照明デザイン入門（共著、彰国社）
- 照明探偵団・SD別冊（編著、鹿島出版会）
- 照明デザイン入門（共著、彰国社）
- あなたも照明探偵団（日経BP社）
- 光のデザイン・ボキャブラリー／SD9808（編著、鹿島出版会）
- 建築照明の作法（TOTO出版）
- 世界照明探偵団（鹿島出版会）
- 都市と建築の照明デザイン（六耀社）
- 陰影のデザイン（六耀社）
- 光のゼミナール（鹿島出版会）
- TOTO建築叢書　建築照明の作法（TOTO出版）
- LPA 1990-2015　建築照明デザインの潮流（六耀社）